# Сборная Сент-Люсии по футболу
Сбо́рная Сент-Люси́и по футбо́лу (англ. Saint Lucia national football team) — представляет Сент-Люсию на международных футбольных соревнованиях.
В рейтинге ФИФА на 10 февраля 2022 года занимает 177-е место.

## История
Команда впервые предприняла попытку квалифицироваться на чемпионат мира перед турниром 1994 года, однако в первом квалификационном раунде в 1992 году проиграла борьбу сборной Сент-Винсента и Гренадин.
В квалификационном турнире КОНКАКАФ к чемпионату мира 2010 года Сент-Люсия прошла во второй отборочный раунд, обыграв сборную Теркса и Кайкоса по итогам двух встреч со счётом 3:2. Однако, в следующем раунде она уступила сборной Гватемалы с общим счётом 1:9.
В квалификации к Чемпионату мира по футболу 2014 Сборная Сент-Люсии в первом раунде обыграла сборную Арубы по пенальти (6:6; пен. 4:5). Во втором раунде Сент-Люсия играла в группе D вместе с Канадой, Пуэрто-Рико, Сент-Киттс и Невис. Заняли последнее место.
| Место | Команда            | И | В | Н | П | Голы   | ±   | О  |
| ----- | ------------------ | - | - | - | - | ------ | --- | -- |
| 1     | Канада             | 6 | 4 | 2 | 0 | 18 − 1 | +17 | 14 |
| 2     | Пуэрто-Рико        | 6 | 2 | 3 | 1 | 8 − 4  | +4  | 9  |
| 3     | Сент-Киттс и Невис | 6 | 1 | 4 | 1 | 6 − 8  | −2  | 7  |
| 4     | Сент-Люсия         | 6 | 0 | 1 | 5 | 4 − 23 | −19 | 1  |

## Чемпионат мира
- 1930—1990 — не принимала участие
- 1994—2018 — не прошла квалификацию
- 2022 — снялась с отборочного турнира
- 2026 — не прошла квалификацию

## Золотой кубок КОНКАКАФ
- 1991—2007 — не принимала участия
- 2009 — не прошла квалификацию